# ريتشارد جي. فولسوم
ريتشارد جي. فولسوم (بالإنجليزية: Richard G. Folsom)‏ هو مهندس ميكانيك أمريكي، ولد في 3 فبراير 1907 في لوس أنجلوس في الولايات المتحدة، وتوفي في 11 مارس 1996.